# Гологлазы
Гологла́зы, или змееглазы (лат. Ablepharus) — род ящериц из семейства сцинковых.

## Описание
Гологлазы — мелкие (длина самых крупных видов не превышает 15 см) ящерицы с удлиненным вальковатым туловищем. Конечности короткие, слабо развитые, пятипалые. Хвост длинный и очень ломкий. Тело покрыто гладкой круглой чешуей. Ушное отверстие маленькое или скрыто под кожей.
У гологлазов отсутствуют подвижные веки (за эту особенность они и получили своё название). Нижнее веко срослось с верхним, образовав прозрачную «линзу», как у змей. Поэтому у гологлазов глаза постоянно открыты и они не могут моргать. Это приспособление развилось для защиты глаз от механических повреждений.
Распространены гологлазы в Южной Европе (Балканский полуостров и острова Эгейского моря), Закавказье, Передней и Средней Азии, на востоке до Пакистана и западной Индии включительно. Обитают в местах с разреженной кустарниковой и травянистой растительностью на песчаных и каменистых почвах.

## Таксономия
Род был описан австрийским герпетологом Л. Фитцингером в 1824 году как типовой для азиатского гологлаза (Ablepharus pannonicus), диагноз которого под названием Scincus pannonicus годом ранее опубликовал М. Г. Лихтенштейн. Согласно этим авторам, род отличается от других сцинков неподвижными прозрачными веками и пятипалыми конечностями. В 1898 году А. А. Штраух провёл ревизию рода, включив в него 9 видов: Ablepharus pannonicus, A. bivittatus, A. boutoni, A. brandtii, A. deserti, A. lineoocellatus, A. nigropunctatus, A. wahlbergi и A. wotjulum. В 1887 году британский герпетолог Ж. А. Буланже отнёс к роду ещё 16 видов, ранее относимых к 10 разным родам. В дальнейшем к нему относили многих мелких сцинков с прозрачными сросшимися веками, потому к 1970-м годам было описано около 43 видов этого рода из Евразии, Африки, Мадагаскара, Австралии и Полинезии. В 1970-е годы австралийский герпетолог А. Грир и румынский И. Фун на основании данных остеологии, наружной морфологии, экологии и распространения существенно сузили объём рода, оставив в нём лишь 5 евразиатских видов с множеством подвидов.
В 1980 году советские герпетологи В. К. Ерёмченко и Н. Н. Щербак выделили род Asymblepharus для алайского гологлаза с частично сросшимися веками. Позднее Ерёмченко отнёс к этому роду ещё 5 видов из рода Scincella, которых выделил в отдельный подрод Himalblepharus. В 2022 году Мирза с соавторами провели филогентическое исследование гималайских сцинков, по результатам которого свели в синонимы род Asymblepharus и подрод Himalblepharus, а также выделили новый род Protoblepharus для трёх видов из восточных Гималаев.
По состоянию на февраль 2024 года к роду относят 19 видов:
- Ablepharus alaicus Elpatjevsky, 1901 — алайский гологлаз
- Ablepharus anatolicus Schmidtler, 1997
- Ablepharus bivittatus (Ménétries, 1832) — полосатый гологлаз
- Ablepharus budaki Göcmen, Kumlutas & Tosunoglu, 1996
- Ablepharus chernovi Darevsky, 1953 — гологлаз Чернова
- Ablepharus darvazi Eremchenko & Panfilov, 1990 — дарвазский гологлаз[1]
- Ablepharus deserti Strauch, 1868 — пустынный гологлаз
- Ablepharus eremchenkoi (Panfilov, 1999) — гологлаз Ерёмченко[1]
- Ablepharus grayanus (Stoliczka, 1872) — малый гологлаз
- Ablepharus himalayanus (Günther, 1864)
- Ablepharus kitaibelii Bibron & Bory St-Vincent, 1833 — европейский гологлаз
- Ablepharus ladacensis (Günther, 1864)
- Ablepharus lindbergi Wettstein, 1960 — гологлаз Линдберга[2]
- Ablepharus mahabharatus (Eremchenko, Shah & Panfilov, 1998)
- Ablepharus nepalensis Eremchenko & Helfenberger, 1998)
- Ablepharus pannonicus (Lichtenstein, 1823) — азиатский гологлаз
- Ablepharus rueppellii (Gray, 1839)
- Ablepharus sikimmensis (Blyth, 1854)
- Ablepharus tragbulensis (Alcock, 1898)